# Баскетбольний м'яч

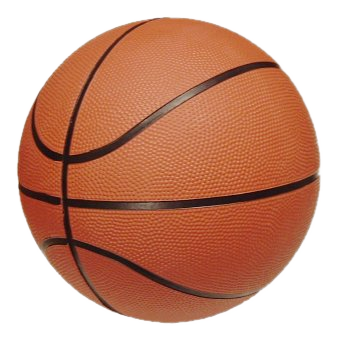
М'яч для баскетболу

Баскетбольний м'яч — це сферичний м'яч, який використовують у баскетбольних іграх. Розміри баскетбольних м'ячів зазвичай варіюються від дуже маленьких рекламних, які мають лише кілька дюймів (кілька сантиметрів) у діаметрі, до надзвичайно великих м'ячів майже 2 фути (60 см) у діаметрі, які використовують для тренувань. Наприклад, баскетбольний м'яч для юнацького віку може бути 27 дюймів (69 см) в окружності, тоді як м'яч для чоловіків Національної університетської атлетичної асоціації (NCAA) мав би максимум 30 дюймів (76 см), а м'яч для жінок NCAA матиме максимум 29 дюймів (74 см). Стандарт для баскетбольного м'яча в Національній баскетбольній асоціації (NBA) становить 29,5 дюйма (75 см) в окружності, а для Жіночої національної баскетбольної асоціації (WNBA) максимальна окружність 28,5 дюйма (72 см). У лігах середньої школи та юніорів зазвичай використовують м'ячі розміру NCAA, NBA або WNBA.
Окрім майданчика та кошиків, баскетбольний м'яч це єдине обладнання, необхідне для гри в баскетбол. Під час гри м'яч необхідно постійно вести, тобто бити об підлогу (дриблінг), передавати іншим гравцям (пас) або кидати в кошик (кидок). Тому м'яч має бути міцним і не втрачати своєї форми. М'яч також використовують для виконання трюків (іноді їх називають фрістайлінгом), найпоширенішими з яких це обертання м'яча на кінчику вказівного пальця, ведення м'яча у складних схемах, перекочування м'яча через плече або виконання маневрів вищого пілотажу з м'ячем під час виконання слем-данку, надто під час змагань зі слем-данк.

## Характеристики
Майже всі баскетбольні м'ячі мають надувну внутрішню гумову камеру, зазвичай обмотану шарами волокна, а потім покриту поверхнею зі шкіри (традиційної), гуми або синтетичного композиту. Як і в більшість камер вона має невеликий отвір, який дозволяє збільшувати або зменшувати тиск.
Поверхня м'яча майже завжди розділена «ребрами», які заглиблені під поверхню м'яча в різноманітних конфігураціях і, зазвичай, контрастного кольору. Помаранчева поверхня з чорними ребрами та можливим логотипом це традиційна схема кольорів баскетбольних м'ячів, але трапляються різні варіанти кольорів. Найвідоміший із цих варіантів, червоно-білий / синій баскетбольний м'яч, який використовувала Американська баскетбольна асоціація, Harlem Globetrotters і як «грошовий м'яч» у змаганні за три очки NBA All-Star Weekend.
М'ячі, зазвичай, призначені для використання в закритих приміщеннях (зазвичай виготовлені зі шкіри чи абсорбуючих композитних матеріалів) або для використання на всіх поверхнях (зазвичай виготовлені з гуми чи міцних композитних матеріалів, також відомі як м'ячі для майданчиків просто неба). Через вартість матеріалів м'ячі для залів, зазвичай, дорожчі, ніж м'ячі для всіх поверхонь. Крім того, абсолютно нові шкіряні м'ячі для спортивних залів необхідно спершу «підготувати» для досягнення оптимального зчеплення перед використанням у змаганнях. Абразивність асфальту, а також бруд і волога, присутні на майданчиках просто неба, зазвичай псують м'яч для спортивних залів за дуже короткий проміжок часу, тому м'ячі для спортивних залів і майданчиків просто неба рекомендовано використовувати за призначенням. М'ячі для майданчиків просто неба зазвичай виготовляють з гуми, щоб справлятися з важкими умовами, і їх потрібно наповнювати більшою кількістю повітря, щоб підтримувати належний рівень тиску повітря за прохолодної погоди.

## Розміри
Для різних вікових груп використовують різні розміри. Загальні стандарти:
| Розмір | Стать                                 | Параметри                 | Weight                | Notes on basketball |
| ------ | ------------------------------------- | ------------------------- | --------------------- | --- |
| 7      | Чоловіки                              | 750—770 мм 29,5—30,3 дюйм | 580—620 г 20—22 унція | Чоловіки та хлопці від 15 років і старше. Це офіційний розмір для чоловіків, учнів середніх шкіл, коледжів і професіоналів.            |
| 6      | Жінки                                 | 715—730 мм 28,1—28,7 дюйм | 510—550 г 18—19 унція | Хлопці 12–14 років. Жінки та дівчата 12 років і старше. Це офіційний розмір для жінок у старших класах шкіл, коледжів і професіоналів. |
| 5      | Молодь (Північна Америка) Mini (FIBA) | 685—700 мм 27,0—27,6 дюйм | 465—495 г 16—17 унція | Діти 9–11 років. Це стандартний м'яч для юнаків.                                                                                       |
| 4      | Діти (Північна Америка)               | 25,5 дюйм (65 см)         | 14 унція (400 г)      | Діти віком 5–8 років. |
| 3      | Міні (Північна Америка)               | 22,0 дюйм (56 см)         | 10 унція (280 г)      | Діти віком 4–8 років. Також відомий як «міні» баскетбол.                                                                               |

М'яч, який використовують для всіх змагань (чоловічих, жіночих і змішаних) у формальній грі на половину майданчика 3х3, поєднує характеристики м'ячів розміру 6 і розміру 7. Його окружність дорівнює окружності м'яча розміром 6, але його вага відповідає розміру 7.

## Історія

Ретро м'яч для баскетболу

На початку грудня 1891 року голова відділу фізичного виховання Школи для християнських робітників (Спрінгфілдський коледж) у Спрінгфілді, штат Массачусетс, доручив учителю фізичного виховання Джеймсу Нейсміту винайти нову гру, щоб розважити шкільних спортсменів у зимовий сезон. Нейсміт зібрав свій клас із 18 юнаків, призначив капітанами двох команд із дев'яти гравців і запустив першу в історії гру в баскетбол, в яку грали футбольним м'ячем і двома кошиками для персиків, прикріплених з протилежних боків спортивної зали.
Перші спеціально виготовлені баскетбольні м'ячі виготовляли зі зшитих шкіряних панелей з гумовою камерою всередині. Для підтримання та рівномірності до шкіри додавали тканинну підкладку. Формована версія раннього баскетбольного м'яча була винайдена 1942 року. Упродовж багатьох років шкіра була основним матеріалом для баскетбольних покриттів, однак наприкінці 1990-х синтетичні композитні матеріали були запропоновані та швидко дістали визнання в більшості ліг, хоча ігрові м'ячі НБА все ще використовують натуральну шкіру (за винятком короткого експерименту з композитним м'ячем з мікрофібри 2006 року, який не був добре сприйнятий гравцями).
З 1967 по 1976 рік Американська баскетбольна асоціація (ABA) використовувала відмінні червоно-біло-сині баскетбольні м'ячі. Такі м'ячі зараз використовують у триочкових змаганнях НБА.

## Виробники баскетбольних м'ячів
| Spalding | |
| | Сполдінг (Spalding) була першою компанією, яка виготовила баскетбольний м'яч для офіційного використання. Засновник компанії А. Г. Сполдінг створив перший спеціальний баскетбольний м'яч в останні роки 19 століття за замовленням Джеймса Нейсміта. Відтоді вона виробляла баскетбольні м'ячі та була офіційним постачальником ігрових м'ячів для НБА з 1983 по 2021 рік. Фірма також виготовляла баскетбольні м'ячі для WNBA та NBA G League. Компанія виробляє широкий асортимент м'ячів для споживчого ринку. 2012 року Spalding став офіційним постачальником змагань і EuroLeague, і EuroCup, також він також постачає м'ячі для Liga ACB. Spalding став постачальником для NBL Australia 2010 року. |
| Molten | |
| | Молтен Molten, японський виробник спортивних товарів. - Для Міжнародна федерація баскетболу (FIBA) чемпіонати світу та континентальні відбіркові змагання. - Для FIBA Asia. - Для Єдина Ліга ВТБ. - Для багатьох внутрішніх ліг, зокрема Австралії, Аргентини, Уругваю, Франції (жінки), Великої Британії, Греція, Індонезії, Італії, Литви, Філіппін, Польщі та Португалії. До сезону 2006—2007 рр. Molten постачав м'ячі для обох загальноєвропейських змагань, організованих Баскетбольною Europe-wide competitions organized by Euroleague Basketball, EuroLeague та Кубком ULEB ULEB Cup (the EuroCup). Найпопулярніший продукт Molten це GL7, шкіряний м'яч із характерний 12-панельний дизайн.       |
| Wilson | |
| | Вілсон Wilson Sporting Goods це офіційний постачальник м'яча для всіх після сезонних турнірів NCAA, надто для чоловічих і жіночих турнірів Дивізіону I, його використовує чимало команд NCAA впродовж сезону, а також ліг середніх шкіл. Станом на 2015 рік Wilson постачає м'ячі для всіх змагань 3 x 3, які проводяться ФІБА. Як і Spalding, Wilson виробляє різноманітні м'ячі для споживчого ринку. Він був постачальником ігрових м'ячів НБА з 1946 по 1983 рік, а потім знову з 2021. |
| Rawlings | |
| | Роулінгс Rawlings виробник баскетбольних м’ячів з 1902 року. Компанія відома тим, що виготовляє 10-панельний м’яч (TEN), а також традиційні 8-панельні м’ячі. Баскетбольний м'яч TEN - офіційний м'яч Аматорського атлетичного союзу «Gus Macker» Amateur Athletic Union and the «Gus Macker», найбільшого турніру з баскетболу3 на 3 гравці в США. |
| Nike | |
| | Найкі Nike мав контракт на виробництво м'ячів для Євроліги з баскетболу [[Euroleague Basketball (operators of the EuroLeague і Єврокубок з баскетболу\|EuroCup) 2007 року |
| Nivia | |
| | Нівія Nivia базується в Джаландхарі Jalandhar, India, Індія, і виробляє баскетбольні м'ячі з 1934 року. Фірма виготовляє м'ячі ручної роботи, які були офіційними м'ячами для багатьох національних, міжнародних ліг, чемпіонатів, таких як Всеіндійська федерація футболу (AIFF). |
| Інші виробники | |
| Серед інших компаній-виробників, що виготовляють баскетбольні м'ячі можна назвати Adidas, Baden Sports (офіційний постачальник Harlem Globetrotters), Dunlop, Tarmak, Mikasa, Mitre, Puma, And1 та чимало інших. | |